# Йессен, Ида
Ида Йессен (дат. Ida Jessen; родилась 25 сентября 1964, Грам, Дания) — датская писательница.

## Биография
Ида Йессен родилась в 1964 году в коммуне Хадерслев в Южной Ютландии. В детстве и юности жила в городе Тюрегоде, в 1990 году окончила Орхусский университет по специальностям «Массовые коммуникации» и «История литературы». Писательскую карьеру начала в 1989 году, выпустив сборник рассказов «Под камнем». Позже вышли книги «Азбучная история», «Маяк», «Первое, о чём я думаю», «Капитан и Энн Барбара» и др. Также заниимается переводами с английского и норвежского.
Йессен стала лауреатом ряда наград. Это литературный приз Библиотечного фонда Эдварда Педерсена (2002), премия Эгхольт Фонда (2005), приз, учрежденный Ютте Борберг, литературный приз BG Банка (2006), приз имени Серена Гюлендэля издательства Gyldendal (2009), премия «Золотые лавры» датского Объединения книготорговцев (2010).
По мотивам романа «Капитан и Энн Барбара» режиссёр Николай Арсель снял художественный фильм «Меч короля» (его премьера состоялась осенью 2023 года).